# Leon Błaszkowski

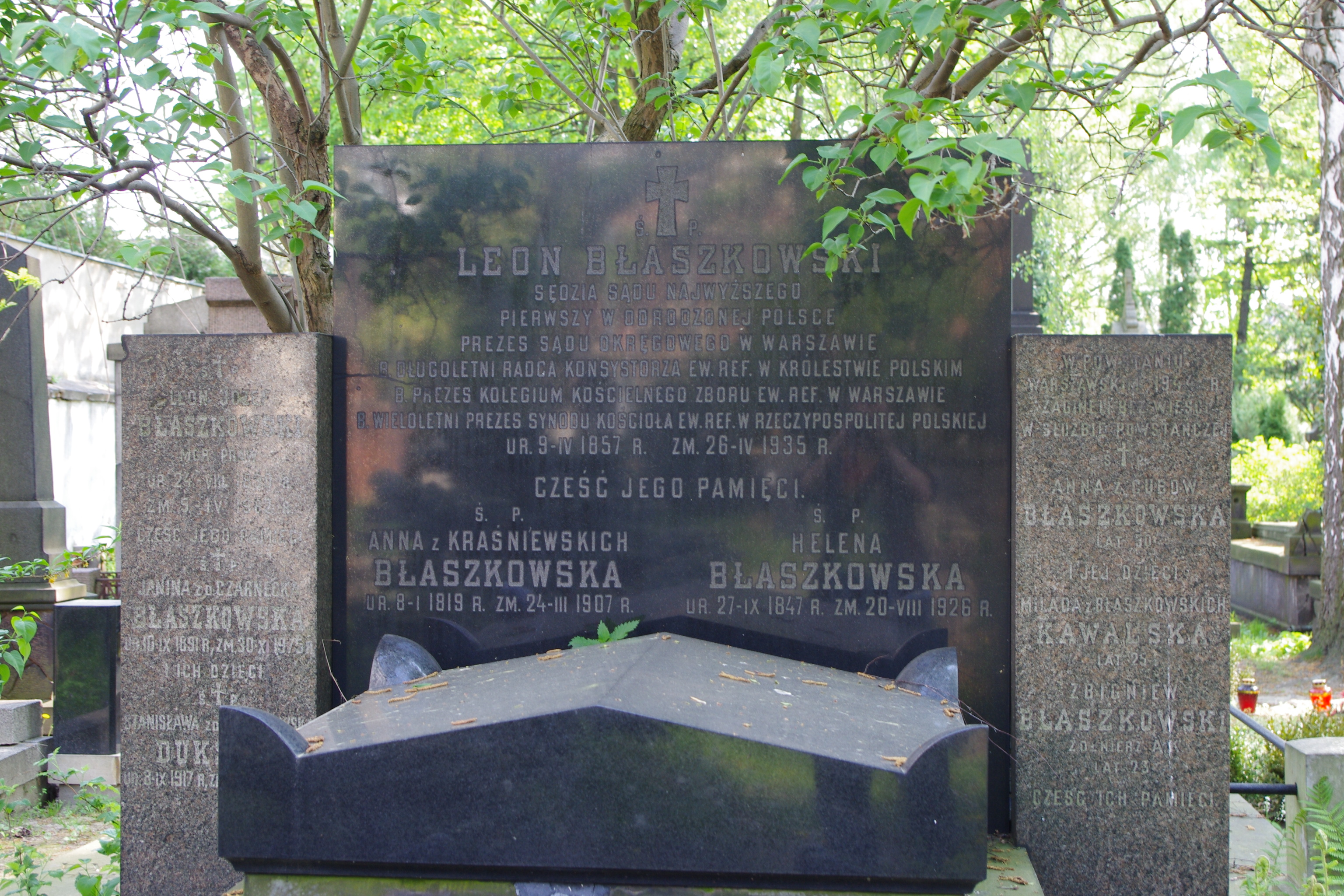
Grób prawnika Leona Błaszkowskiego na Cmentarzu ewangelicko-reformowanym w Warszawie

Leon Błaszkowski (ur. 9 kwietnia 1857, zm. 26 kwietnia 1935) – polski prawnik, sędzia Sądu Najwyższego.

## Życiorys
Po I wojnie światowej był pierwszym w niepodległej Polsce prezesem Sądu Okręgowego w Warszawie, później został sędzią Sądu Najwyższego. Działał w polskim Kościele ewangelicko-reformowanym; był radcą Konsystorza Ewangelicko-Reformowanego w Królestwie Polskim, prezesem Kolegium Kościelnego zboru warszawskiego ewangelicko-reformowanego (1915–1919), prezesem Synodu Kościoła Ewangelicko-Reformowanego.
Był żonaty z Miladą z Krostów. Miał czworo dzieci (synów Leona Józefa, 1890–1962, prawnika i Henryka, 1893–1966, inżyniera mechanika kolejnictwa, oraz córki Helenę, zamężną Zakrzewską, 1895–1974 i Zofię, 1895–1982; obie córki były chemiczkami i fizyczkami). Leon Błaszkowski został pochowany na cmentarzu ewangelicko-reformowanym w Warszawie (kwatera B-1-5).

## Ordery i odznaczenia
- Krzyż Komandorski Orderu Odrodzenia Polski – 2 maja 1923 „w uznaniu zasług, położonych dla Rzeczypospolitej Polskiej na polu organizacji sądownictwa”[2][3]